# Mwendokasi
Mabasi ya Mwendokasi, kurz Mwendokasi, ist der Name des Schnellbussystems (Bus Rapid Transit, BRT) in Daressalam, der größten Stadt Tansanias. Als Teil des öffentlichen Personennahverkehrs der Stadt handelt es sich um ein – mit Ausnahme der Stichstrecke nach Muhimbali Hospitali und dem Abschnitt zwischen den Stationen Fire und Gerezani – überwiegend auf eigener Trasse verlaufendes, vom Individualverkehr unabhängiges Verkehrssystem. Zwischen Kimara Terminal und Mbezi Terminal teilen die Mwendokasi-Busse sich derzeit (Stand 3. November 2024) noch die Fahrbahn mit dem motorisierten Individualverkehr. Neben den Kleinbussen (bezeichnet als Daladala, vergleichbar mit den kenianischen Matatu) sind die Mwendokasi-Busse ein fester Bestandteil des innerstädtischen Nahverkehrs.
Die Busse werden von dem städtischen Unternehmen UDA Rapid Transit Public Limited Company (UDART) betrieben.
Vom europäischen Metrobussystem unterscheidet sich das Mwendokasi-System dahingehend, dass es baulich vom übrigen Straßennetz getrennte Fahrspuren gibt, die Tickets persönlich am Eingang der Stationen verkauft und dort auch kontrolliert werden. Da das Betreten der Station nur mit einer gültigen Fahrkarte erlaubt ist, finden in den Bussen in der Regel keine Fahrscheinkontrollen statt.
Obwohl Dar es Salaam derzeit die einzige Stadt in Tansania mit einem BRT-System ist, laufen in der Hauptstadt Dodoma, in Arusha und in Mwanza ebenfalls Planungen zum Bau eines Mwendokasi-Netzes.

## Liniensystem
Derzeit (2024) besteht das Bussystem aus acht Linien und den sechs Endhaltestellen Mbezi, Kivukoni, Morocco, Kimara, Gerezani und Muhimbali Hospitali. Daraus ergeben sich folgende Verbindungen:
- Linie 1: Kivukoni–Magomeni–Shekilango–Ubungo–Kimara
- Linie 1X: Kivukoni–Magomeni–Shekilango–Ubungo–Kimara EXPRESSBUS
- Linie 2: Kivukoni–Magoneni–Shekilango–Ubungo
- Linie 3: Kivikoni–Magomeni–Kinondini B–Morocco
- Linie 4: Gerezani–Magomeni–Shekilango–Ubungo–Kimara
- Linie 4X: Gerezani–Magomeni–Shekilango–Ubungo–Kimara EXPRESSBUS
- Linie 5: Ubungo–Magomeni–DIT–Gerezani
- Linie 6: Morocco–Biafra–Magomeni–Gerezani
- Linie 7: Morocco–Biafra–Magomeni–Shekilango–Kimara
- Linie 10: Gerezani–Fire–Muhimbali Hospitali

Des Weiteren verfügt das Bussystem über Terminals, an denen Umsteigemöglichkeiten zu anderen Verkehrssystemen bestehen:
- Mbezi Umstieg zu Fernbussen, Regionalbussen, Bajaji und Bodaboda
- Kivukoni Umstieg zu den Schiffen nach Sansibar sowie Umstieg zu Regionalbussen, Bajaji und Bodaboda
- Gerezani Umstieg zum Eisenbahnverkehr, Regionalbussen, Bajaji und Daladala
- Morocco Umstieg zum Stadt- und Regionalverkehr
- Shekilango Umstieg zum Stadt-, Regional- und Fernbusverkehr

Das Fernbusterminal in Ubungo wurde 2021 geschlossen.

## Anschluss an den Regional- und Fernverkehr
Der Flughafen Daressalam besitzt im Jahr 2024 noch keinen Anschluss an das Mwendokasi-Bussystem.
Die Fernbusterminals in Mbezi und Shekilango sind durch die gleichnamigen Mwendokasi-Stationen angeschlossen.
Der Bahnhof Magufuli liegt nahe der Mwendokasi-Station „Halmashauri ya jiji“, der Fernbahnhof Tazara/Azam hat noch keinen Anschluss an das Metrobusnetz, der Bahnhof Kamata liegt an der Mwendokasi Station Gerezani.
Die Fernverbindung auf dem Wasser nach Sansibar ist an der Station „Halmashauri ya jiji“.
Park-and-Ride- oder Bike-and-Ride-Anlagen existieren mit Stand 2024 noch keine.

## Fahrzeuge
Es kommen ausschließlich barrierefreie, ohne Niveauunterschied begehbare Busse zum Einsatz, sofern diese an Mwendokasi-Stationen betrieben werden; beim Betrieb im Straßennetz jedoch sind Stufen zu überwinden. Die Busse haben elektronische Anzeigetafeln und akustische, automatisierte Stationsansagen. Sie haben beidseitig Türen, wobei die Türen der rechten Seite auf Niveau der Bussteige der Stationen ausgelegt sind, auf der linken Seite auf Gehsteigniveau im Straßennetz.
Aus diesem Grund haben alle Stationen Mittelbussteige, es existieren keine Seitenbussteige.

## Stationen

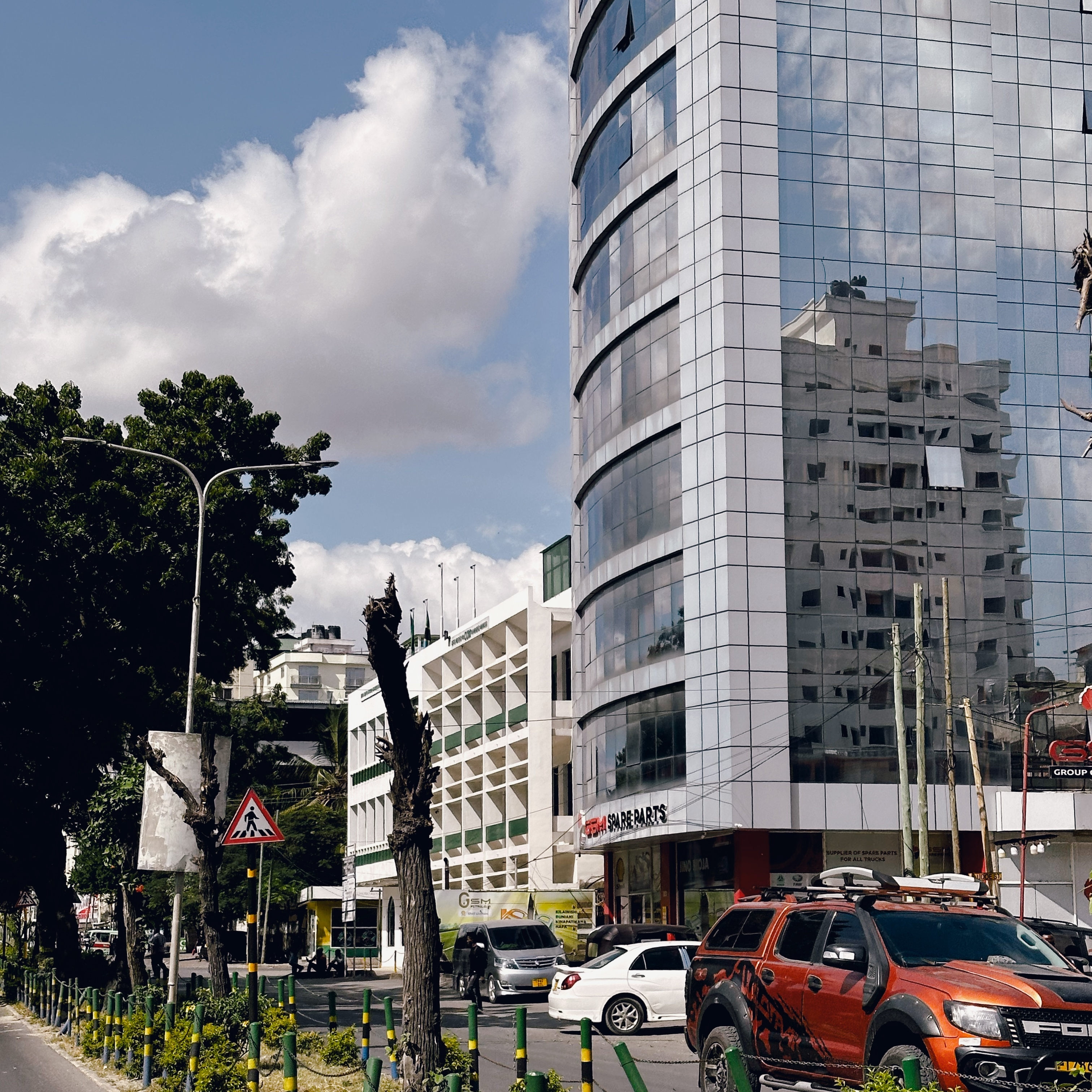
Mwendokasi-Station Fire

Alle Stationen sind mit Verkaufs-, Kontroll- und Sicherheitspersonal besetzt.
Seit 2024 kommen Bahnsteigsperren zum Einsatz, bei denen, ähnlich der Metro in Paris oder London, Drehkreuze nach Scannen der Tickets passiert werden.
Sie sind komplett überdacht und umschlossen, daher witterungssicher, sie sind per Rampe barrierefrei erreichbar und verfügen über Beleuchtung und Liniennetzpläne.
Blindenleitsysteme gibt es bislang jedoch keine.
Liste der Stationen:
- Linie 1: Kivukini – Posta ya zamani – Halmashauri ya jiji – Kisitu – DIT – Fire – Jangwani – Magomeni mapipa – Usalama – Mwembe chai – Kagara – Manzese Argentina – Manzese – Manzese Tip Top – Urafiki – Shekilango – Ubungo Terminal – Ubungo maji – Kibo – Kona – Baruti – Bucha – Korogwe – Kimara
- Linie 2 (ohne bereits angegebene Stationen): Gerezani – Kariakoo Msimbasi A – Kariakoo Msimbasi B – Fire
- Linien 5, 6 (ohne bereits angegebene Stationen): Mahomeni Hospitali – Kanisani – Mkwajuni – Mwanamboka – Kinondoni B – Morocco
- Linie 8 (ohne bereits angegebene Stationen): Muimbaki Hospitali

## Betrieb
Die Betriebszeiten sind von circa sechs Uhr morgens bis Mitternacht, es gibt derzeit, Stand 2024, noch keinen Nachtverkehr, auch nicht vor Samstagen, Sonn- und Feiertagen.

## Bauabschnitte
Das Streckennetz ist mit Stand 2024 in folgende Bauabschnitte (Phases) eingeteilt:
- DART Phase 1: Gerezani/Kivukoni–Magomeni–Ubungo–Kimara (in Betrieb), Verlängerung nach Magufuli Bus Terminal in Daressalam-Mbezi in Bau, jedoch bereits heute Betrieb auf der Fahrbahn des motorisierten Individualverkehrs.
- DART Phase 2: Magomeni–Morocco (in Betrieb), Verlängerung ab Morocco bis Mwenge in Bau (geplanter Anschluss an die DART Phase 4 in Mwenge)
- DART Phase 3: Magomeni–Ilala–Keko-DUCE-Kurasini (in Bau)
- DART Phase 4: Ubungo–University–Mlimani City–Kawe/Bondeni-Mbezi Beach (in Bau)

Die Stichstrecke nach Muhimbali Hospitali ist Teil der Phase 1, verkehrt jedoch nicht auf abgetrennter Strecke, sondern teilt sich die Fahrbahn mit dem Individualverkehr.